# Дуров, Иван Дмитриевич
Дуров (Дурнов, Дурново), Иван Дмитриевич (около 1736—после 1794) — офицер Российского императорского флота, участник Семилетней войны. Георгиевский кавалер, капитан-лейтенант.

## Биография
Дуров Иван Дмитриевич происходил из дворян Владимирской губернии. Родился около 1735 года в семье капитан-лейтенанта галерного флота Дурова Дмитрия Елисеевича.
8 ноября 1748 года поступил учеником в Академию морской гвардии. В 1753 году определён в Морской шляхетный кадетский корпус. 25 января 1755 года произведён в гардемарины. С 1755 года ежегодно проходил корабельную практику на кораблях Балтийского флота, находился в кампаниях в Балтийском море. 27 марта 1757 года, после окончания Морского корпуса, произведён из каптенармусов в мичманы, плавал к Архангельску. Участник Семилетней войны 1756—1763 годов.
18 мая 1759 года произведён в унтер-лейтенанты. В 1761 году был командирован на ижорские пильные мельницы, затем командовал купеческим галиотом, совершил переход из Ревеля к Кенигсбергу. В 1762 году, командуя купеческим галиотом «Святой Николай», вновь плавал к Кенигсбергу. В 1764—1765 года находился в кампании в Средиземном море. 21 апреля 1766 года произведён в лейтенанты. В 1766—1767 годах находился в кампании, в составе галерной эскадры плавал от Санкт-Петербурга до Фридрихсгама. В 1767 году командовал «кухонной» галерой «Кострома» во время путешествия императрицы Екатерины II по реке Волге от Твери до Симбирска. В 1767 году был командирован из Ярославля в Нижегородскую губернию для приема рекрутов. В 1769 году командовал тремя галерами при проводке новопостроенного корабля из Санкт-Петербурга в Кронштадт. В следующем году командовал галиотом «Юнге-Тобиас», который использовался в качестве грузового и брандвахтенного судна, плавал из Ревеля в Кронштадт. 25 ноября 1770 года Высочайшим указом «за ревность и усердие к службе, которую он делая на море будучи офицером 18 кампаний» награждён орденом Святого Георгия 4 класса (№ 99).
12 марта 1771 года произведён в капитан-лейтенанты. В том же году, командуя пинком «Гогланд» во главе галерного отряда, перевозившего стройматериалы для постройки новых кораблей, перешёл из Кронштадта в Архангельск с заходом в Копенгаген. В 1772 году на новопостроенном линейном корабле «Преслава» совершил переход из Архангельска в Ревель. В 1773 году командовал придворной яхтой «Транспорт Анна». В 1774 году командуя галерой «Ларга» и галерной эскадрой, в которую входили три галеры и один фрегат, плавал для обучения команд от Санкт-Петербурга до Фридрихсгама. 13 января 1775 года капитан-лейтенант Дуров был уволен по болезни от службы с тем же чином и пенсионом.
В 1777—1778 годах был товарищем воеводы Арзамасской провинции Нижегородской губернии, в 1780 году стал асессором Казённой палаты той же губернии, с 1785 года в чине надворного советника состоял в палате Гражданского суда Нижегородской губернии. Был совладельцем сельца Казачьи присады, Тульского уезда Тульской губернии. По состоянию на 1794 год — уездный предводитель дворянства Переславль-Залесского уезда в чине надворного советника.
Брат Ивана — Александр имел чин надворного советника. Иван Дмитриевич Дуров был женат, имел сына Дмитрия.